# Helmingham Hall

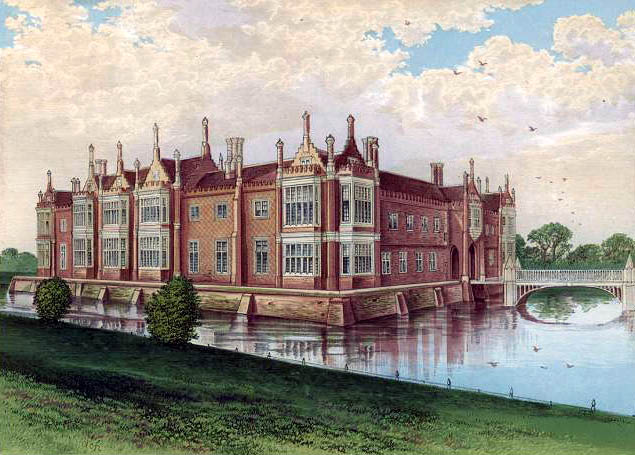
Helmingham Hall vers 1880.

Helmingham Hall est un Manoir entouré de douves à Helmingham, Suffolk, Angleterre. Il est commencé par John Tollemache en 1480 et appartient depuis à la famille Tollemache. La maison est construite autour d'une cour dans le style typique de la fin du Moyen Âge/Tudor. La maison est classée Grade I sur la liste du patrimoine national d' Angleterre, et son parc et ses jardins à la française sont également classés Grade I sur le registre des parcs et jardins historiques.

## Histoire
L'actuel Helmingham Hall a peut-être été initialement construit en 1510 sur le site d'une ancienne maison appelée Creke Hall. L'extérieur est modifié entre 1745 et 1760, à nouveau en 1800 par John Nash et en 1840. Les murs à pans de bois d'origine sont masqués par des briques et des tuiles. La maison est entourée d'un fossé de 60 pieds de large, au-dessus duquel on n'y accède que par deux ponts-levis fonctionnels, qui sont tirés chaque nuit depuis 1510 . Ceux-ci fonctionnaient à l'origine avec un guindeau, mais ces dernières années, celui-ci est remplacé par un moteur électrique .
En plus de la maison et des jardins, plusieurs autres bâtiments et structures du domaine sont classés Grade II. Le mur du jardin au sud-ouest de la salle, deux urnes et une statue masculine et féminine, un cadran solaire et un obélisque, les salons de thé, le pont, le garde-manger et le revêtement sont tous classés Grade II.
Le pavillon de la porte au nord-est du hall et les pavillons avant gauche et droit sont également classés Grade II, tout comme la porte d'entrée et les piliers entre les pavillons avant.
L'église Sainte-Marie en bordure du parc a des liens avec la famille Tollemache datant du Moyen Âge.

## Jardins

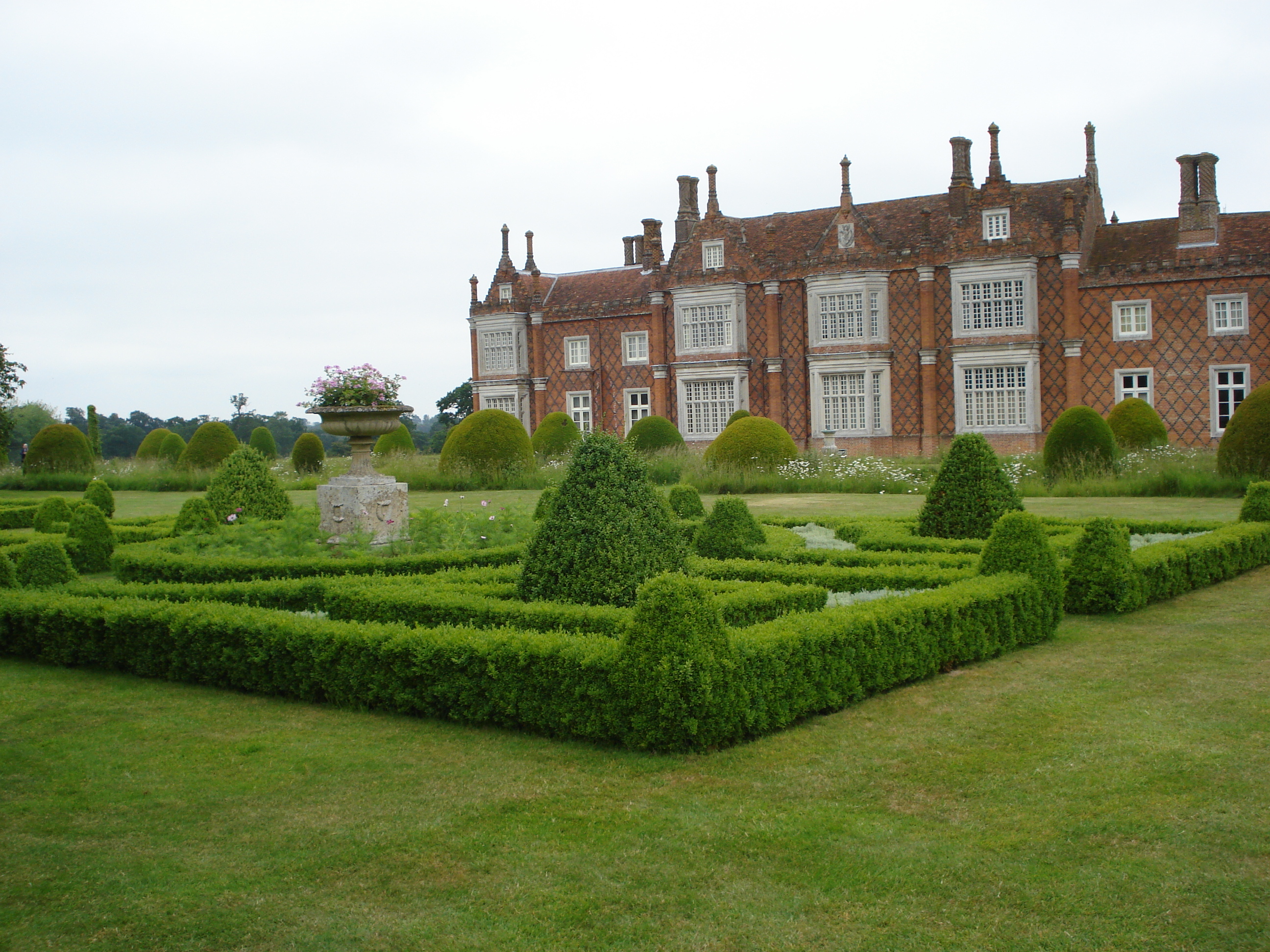
Vue du jardin mixte avec le manoir en arrière plan en 2018

La maison n'est pas ouverte au public et Helmingham est surtout connue pour ses beaux jardins, qui sont ouverts au public de mai à septembre. il y a des jardins mixtes semi-formels avec de vastes bordures, une roseraie, un jardin de nœuds, un parterre et un verger. Au-delà des jardins, il y a un parc de 400 acres (1,618742568 km2) avec troupeaux de cerfs rouges et daims.
Lady (Alexandra) Tollemache est une paysagiste qui travaille sous le nom de Xa Tollemache. Elle supervise les jardins de Helmingham et a également travaillé sur le jardin du millénaire à Castle Hill dans le Devon, le château de Dunbeath en Écosse et le jardin du cloître à Wilton House .

## Trésors d'Helmingham
Les Tollemaches de Helmingham possèdent l'une des deux seules violes anglaises de l'Orpharion . Leur instrument est daté de 1580 et porte l'étiquette de John Rose, un luthier anglais du XVIe siècle. Des quatre violes de John Rose qui subsistent, c'est la seule en mains privées. On pense qu'il a été fabriqué pour la reine Élisabeth Ire qui le leur a offerte lors d'une de ses visites dans le Suffolk .
Le " Manuscrit de luth de Tollemache" est acquis dans les collections de Helmingham Hall et vendu par Sotheby's en 1965 à Robert Spencer . Il est écrit par Henry Sampson. Robert Spencer, l'actuel propriétaire du manuscrit, maintient "Tollemache" dans sa référence commune, malgré le changement de propriétaire .

## Dans les médias
En mai 2018, le manoir accueille le salon Antiques Roadshow de BBC One .
Il est utilisé à la fois comme intérieur et comme extérieur de la demeure seigneuriale, Matcham, dans le film Merchant Ivory , The Golden Bowl.
Il est également apparu dans le documentaire 2019 de la BBC Danny Dyer's Right Royal Family .